# Calixtlahuaca
Calixtlahuaca är en ort i Mexiko.   Den ligger i kommunen Toluca och delstaten Mexiko, i den sydöstra delen av landet, 60 km väster om huvudstaden Mexico City. Calixtlahuaca ligger 2 645 meter över havet och antalet invånare är 8 865.
Terrängen runt Calixtlahuaca är platt österut, men västerut är den kuperad. Runt Calixtlahuaca är det mycket tätbefolkat, med 2 103 invånare per kvadratkilometer. Närmaste större samhälle är Toluca, 6,6 km sydost om Calixtlahuaca. Runt Calixtlahuaca är det i huvudsak tätbebyggt.